# Медина-Сидония, Алонсо Перес де Гусман
Ало́нсо Пе́рес де Гусма́н, 7-й герцог Меди́на-Сидо́ния (исп. Alonso Pérez de Guzmán; 10 сентября 1550, Санлукар-де-Баррамеда — 26 июля 1619, Санлукар-де-Баррамеда) — испанский аристократ, политик и военный, предводитель Непобедимой армады, которая была направлена в 1588 году его кузеном королём Испании Филиппом II на завоевание Англии.

## Биография
Сын Хуана Карлоса Переса де Гусман-и-де Арагона (1516—1556), 9-го графа Ньебла — рано умершего старшего сына Хуана Алонсо Переса де Гусман-и-де Рибейра, 6-го герцога Медина-Сидония, от брака с дочерью Алонсо Арагонского (архиепископа Сарагосы и внебрачного сына короля Фердинанда II); был назван в честь этого своего предка. Его мать Леонор де Суньига-и-Сотомайор была дочерью герцогини Бехар из рода Суньига.
В 1556 году после смерти своего отца Алонсо стал 10-м графом Ньебла. Через два года (1558) после смерти своего деда Хуана Алонсо Переса де Гусмана-и-де Рибейра он унаследовал титул и владения герцога Медина-Сидония.
В 1565 году 15-летний Алонсо Перес де Гусман был обручен с Аной Гомес де Сильва-и-Мендоса (1560—1610), четырёхлетней дочерью принца и принцессы Эболи (по слухам, её отцом был сам король Испании Филипп II). Когда супруге исполнилось 12 лет, жених получил от папы римского разрешение провести с ней первую брачную ночь.
В феврале 1588 года умер адмирал де Санта-Крус, которому принадлежала идея строительства Непобедимой армады. Вместо него командование флотом из 130 больших военных кораблей было поручено герцогу Медина-Сидония, хотя тот всячески пытался отказаться от этой миссии, ссылаясь на неопытность в военных делах. Считается, что королевские секретари побоялись показать Филиппу отказное письмо герцога. Экспедиция армады к берегам Англии окончилась катастрофой, в том числе и по причине фатальной нерешительности командующего.
Тем не менее король продолжал верить во флотоводческий талант герцога, возвёл его в чин капитан-генерала (1595) и позволил ему сохранить командование испанским флотом до начала нового царствования. Время, когда Медина-Сидония был морским министром, запомнилось нападением англичан на Кадис в 1596 году и унизительным поражением от голландцев у Гибралтара в 1607 году. Эти события сделали герцога излюбленной мишенью сатирических стрел Сервантеса.
В июле 1619 году 68-летний герцог Медина-Сидония скончался. Ему наследовал единственный сын Хуан Мануэль Перес де Гусман (1579—1636), 8-й герцог Медина-Сидония (1619—1636).

## Потомки
- Луиза де Гусман — королева Португалии, внучка Алонсо Переса де Гусмана
- Альварес де Толедо, Луиса Исабель — автор книги о Непобедимой армаде

## Источник
- Биография в Британской энциклопедии